# Священний синод Російської православної церкви
Священний синод Російської православної церкви — відповідно до чинного статуту РПЦ вищий орган управління Російською православною церквою в період між архієрейськими соборами. У синодальний період — вищий орган управління православної російської церкви.

## Синодальний період православної російської церкви
Після скасування Петром I патріаршого управління церквою, з 1721 до серпня 1917 р. заснований ним Святійший правлячий синод був вищим державним органом церковно-адміністративної влади Російської імперії, що замінив собою патріарха у частині загальноцерковних функцій та зовнішніх зносин (номінально існував до 1 лютого 1918 р.). Члени Святійшого правлячого синоду призначались імператором. Представником його в Синоді був «обер-прокурор» Святійшого правлячого синоду.
Першим правильником Синоду був «Духовний реґламент», що його опрацював Феофан Прокопович. Синод складався з представників вищої ієрархії (постійним чл. його був митр. київ.), яких іменував цар; діяльність Синоду контролювалася світською владою, представником котрої з 1722 р. був обер-прокурор у ранзі мін., який очолював Синод і був вершителем церк. справ. 1764 р. у Синоду відібрано госп. справи й залишено суто церк., духовне шкільництво та духовне судівництво. Синод постійно обмежував залишки самобутності Київ. митрополії, виступав проти вживання української мови в церк. шкільництві (1860, 1912 рр.). Після відновлення патріархату в 1917  перестав існувати.

## Сучасність
Сьогодні Священний синод очолюється Патріархом Московським і налічує 8 постійних членів: предстоятеля — Патріарха Московського і всієї Русі; п'ятьох членів за кафедрою — митрополитів київського і всієї України, санкт-петербурзького і ладозького, крутицького й коломенського, мінського і слуцького та кишинівського й усієї Молдови; двох членів за посадою — очільника відділу зовнішніх церковних зв'язків РПЦ та керуючого справами Московської патріархії; 5 тимчасових членів.

### Місце проведення
- в Геленджику — Патріаршому і Синодальному духовно-адміністративному і культурному центрі Російської Православної Церкви на Півдні Росії[2]

- Москва - Патріаршій і Синодальній резиденції в Даниловому монастирі[3].[4]
- Сергієв Посад — Патріарші покої Свято-Троїцької Сергієвої лаври.

### Постійні члени Священного синоду РПЦ
по кафедрі
- Патріарх Московський і всієї Русі Кирил, предстоятель
- митрополит Київський і всієї України Онуфрій (Березовський), предстоятель Української православної церкви
- митрополит Крутицький і Коломенський Ювеналій (Поярков)
- митрополит Мінський і Слуцький Павло (Пономарьов), патріарший екзарх всієї Білорусі
- митрополит Санкт-Петербурзький і Ладозький Володимир (Котляров)
- митрополит Кишинівський і всієї Молдови Володимир (Кантарян), предстоятель Православної церкви Молдови
- митрополит Астанайський і Казахстанський Александр (Могильов)
- митрополит Середньоазіатський Вікентій (Морарь)

за посадою
- митрополит Саранський і Мордовський Варсонофій (Судаков), керуючий справами Московської патріархії
- митрополит Волоколамський Іларіон (Алфеєв), голова Відділу зовнішніх церковних зв'язків Московського патріархату